# Llallawavis
Llallawavis é um gênero de ave fóssil da família Phorusrhacidae. E a única espécie descrita para o gênero é Llallawavis scagliai. Seus restos fósseis foram encontrados na formação Playa Los Lobos Allo, província de Buenos Aires, Argentina, e datam do Plioceno Médio.